# Rimshot
Um rimshot (significando "golpe de aro" em português) é uma técnica percussiva. 
Consiste em tocar determinado tambor de maneira que a baqueta, no momento do ataque, vá de encontro ao aro e o centro da pele do tambor ao mesmo tempo, reproduzindo assim um som mais encorpado e volumoso.